# Kevin Volans

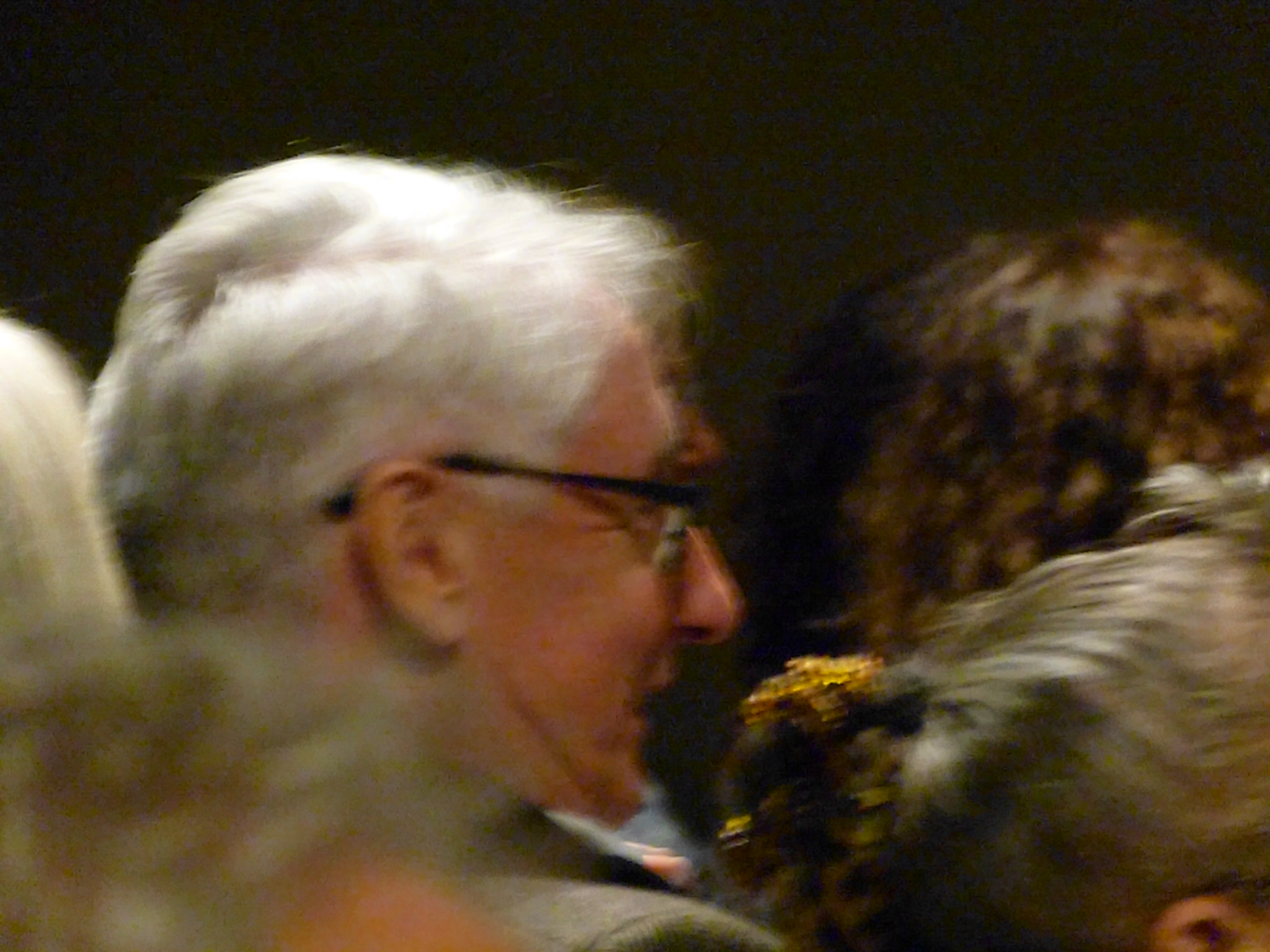
Kevin Volans (2015 bei der „Kölner Musiknacht“ in der Kunst-Station Sankt Peter)

Kevin Volans (* 26. Juli 1949 in Pietermaritzburg) ist ein irischer Komponist südafrikanischer Herkunft. In seinem Werk reflektiert er in der Haltung der neuen Einfachheit Einflüsse traditioneller afrikanischer Musik und des Minimalismus.

## Leben und Wirken
Volans, dessen Eltern als Nachkommen englischer Siedler in Südafrika lebten, erhielt seit dem zehnten Lebensjahr klassischen Klavierunterricht. Das führte bald zu ersten Kompositionsversuchen. Von 1968 bis 1971 studierte er an der University of the Witwatersrand Musik bis zum Bachelor. 1971 wurde Volansʼ erste graphisch notierte Komposition aufgeführt, und als Pianist nahm er mit Werken von Chopin und Messiaen, später Liszt für den Rundfunk auf. Volans führte seine Studien an der University of Aberdeen und dann von 1973 bis 1977, auf Anregung von Karlheinz Stockhausen, an der Hochschule für Musik und Tanz Köln fort. Dort studierte er Komposition bei Richard Toop, Hans Ulrich Humpert und Stockhausen, der ihn später mit einer Lehrassistenz betraute, sowie Klavier bei Aloys Kontarsky, Musiktheater bei Maurizio Kagel. Seit den späten 1970er Jahren verband Volans eine intensive künstlerische Freundschaft mit Morton Feldman. Bis 1981 lebte er in Köln.
Im Auftrag des WDR unternahm Volans 1976 und 1979 vier Feldforschungsreisen nach Afrika, um für den Rundfunk verschiedene Richtungen traditioneller Musik aufzunehmen. Die Begegnung mit dieser Musik war eine entscheidende Erfahrung für Volans, die in Werken wie Kwazulu Summer Landscape (1979) bald einen kompositorischen Niederschlag fand. Volans ließ sich 1981 in Südafrika nieder, allerdings bot ihm das damalige Musikleben in diesem Land keine ausreichenden Bedingungen zu schöpferischer Entfaltung. 1984 wurde in Köln sein Stück Mbira eingespielt, das anstelle des Mbira genannten Lamellophons zwei Cembali einsetzt. 1986 übernahm Volans eine Dozentur an der Universität Belfast.
1986 begann die Kooperation mit dem amerikanischen Kronos Quartet, das Volans’ Werk White Man Sleeps in der Fassung für Streichquartett und speziell für das Ensemble komponierte Werke international aufführte. Durch die 1987 eingespielte CD Pieces of Africa des Kronos Quartet, die programmatisch mit dem Kopfsatz von White Man Sleeps beginnt, wurde er rasch bekannt. 1991 spielte Kronos sein zweites Streichquartett Hunting: Gathering ein; die Gesamtaufnahme von White Man Sleeps erfolgte 1992. In den Werken der 1980er Jahre experimentierte Volans mit Modellen, Melodien, Tonfällen und Rhythmen der afrikanischen Musik, die er in den Kontext Neuer Musik transferierte.
Volans hat in den folgenden Jahren eine offene Bezugnahme auf afrikanische Musik fast vollständig vermieden. Der Gedanke der Aufhebung der musikalischen Zeiterfahrung blieb hingegen weiter prägend. Sein Werk hat sich seither in verschiedene Richtungen entwickelt und umfasst sowohl strukturell orientierte, einem abstrakten Ansatz folgende Kompositionen wie das Orchesterwerk One Hundred Frames als auch stärker nach außen gewandte Stücke wie das sehr virtuose für Marc-André Hamelin geschriebene Klavierkonzert (2006). Er beschäftigte sich auch mit der Komposition für Tanz. Zunehmend wichtig wurde auch die Zusammenarbeit mit bildenden Künstlern wie Jürgen Partenheimer oder William Kentridge.

## Schriften

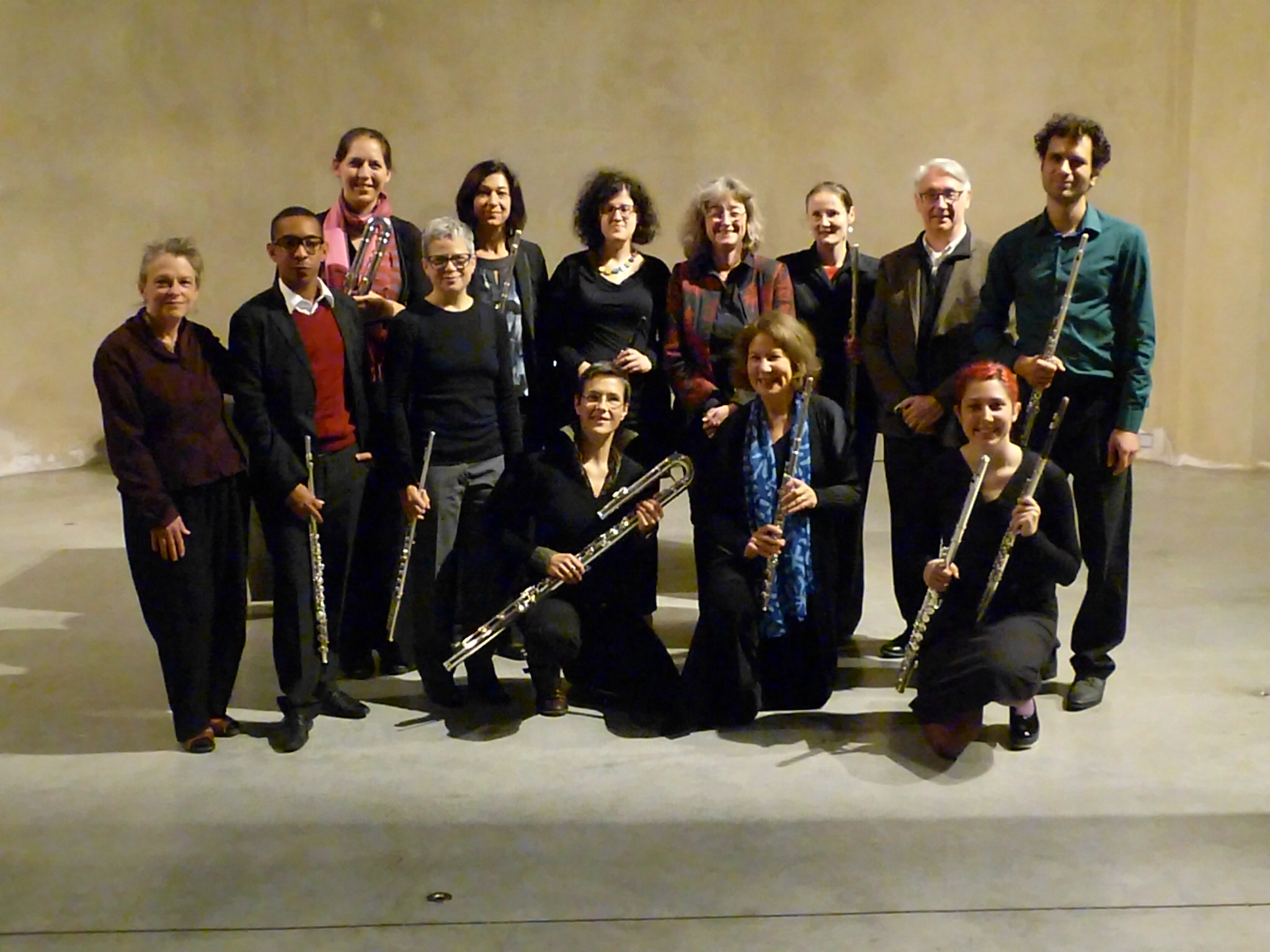
Kevin Volans (hinten 2. von rechts) mit Mary Jane Leach (comp) (links), Camilla Hoitenga (fl) und The Flute Projekt (bei der „Kölner Musiknacht 2015“ in der Kunst-Station Sankt Peter)

- Conversation with Walter Zimmermann. In Feedback Papers Reprint 1–16, 1971–1978, [ed. Johannes Fritsch]. Cologne: Feedback Studio, 338–41.
- Interview with John McGuire. Feedback Papers Reprint 1–16, 1971–1978. Cologne: Feedback Studio, 347–349.
- Monkey Music 2: Paraphrase. Feedback Papers Reprint 1–16, 1971–1978. Cologne: Feedback Studio, 354–355.
- Understanding Stockhausen. Feedback Papers Reprint 1–16, 1971–1978. Cologne: Feedback Studio, 407–409.
- Kevin Volans & Johannes Fritsch. Interview with Pauline Oliveros. Feedback Papers Reprint 1–16, 1971–1978. Cologne: Feedback Studio, 352–53.
- Summer Gardeners: Conversations with Composers. Durban:  Newer Music Edition 1985.
- A New Note. Leadership [Cape Town], March 1986, 79–82.
- Dancing in the Dark. New Observations, May 1989, 67, 4–5.
- On Top Form: Minimalist John Pawson’s Redesign of a Grand Dublin Residence … . Image, October 1994, 32–34, 38–39.
- A Dialogue Between Collaborators. Dance Theatre Journal 12(4), 14–15.
- ›White Man Sleeps‹: Composer’s Statement. NewMusicSA: Bulletin of the International Society for Contemporary Music - South African Section, First Issue 2001/02, 5–7.
- Inaudible Music. In  Jürgen Partenheimer. Discontinuity, Paradox & Precision. Birmingham: Ikon Gallery 2008.
- Kevin Volans & Hilary Bracefield. A Constant State of Surprise: Gerald Barry and ›The Intelligence Park‹. Contact 31 (1987), 9–11.